# ميكيلا شون
مايكل شون (بالإنجليزية: Michaele Salahi) من مواليد 1 أكتوبر 1965 هي شخصية وعارضة تلفزيونية أمريكية.

## حياة سابقة
شون هي ابنة هوارد إيه هولت جونيور وني أومالي التقت مع طارق صلاحي في حفل استحمام للأطفال عام 2000 بعد ذلك تزوجا عام 2003 بحفل أقيم في واشنطن العاصمة ضمت قائمة الضيوف 1836 ضيفًا يتضمن قاضي المحكمة العليا أنتوني كينيدي والسفيرة الأمريكية السابقة في أيرلندا مارجريت هيكلر.

## مسارها وظيفي

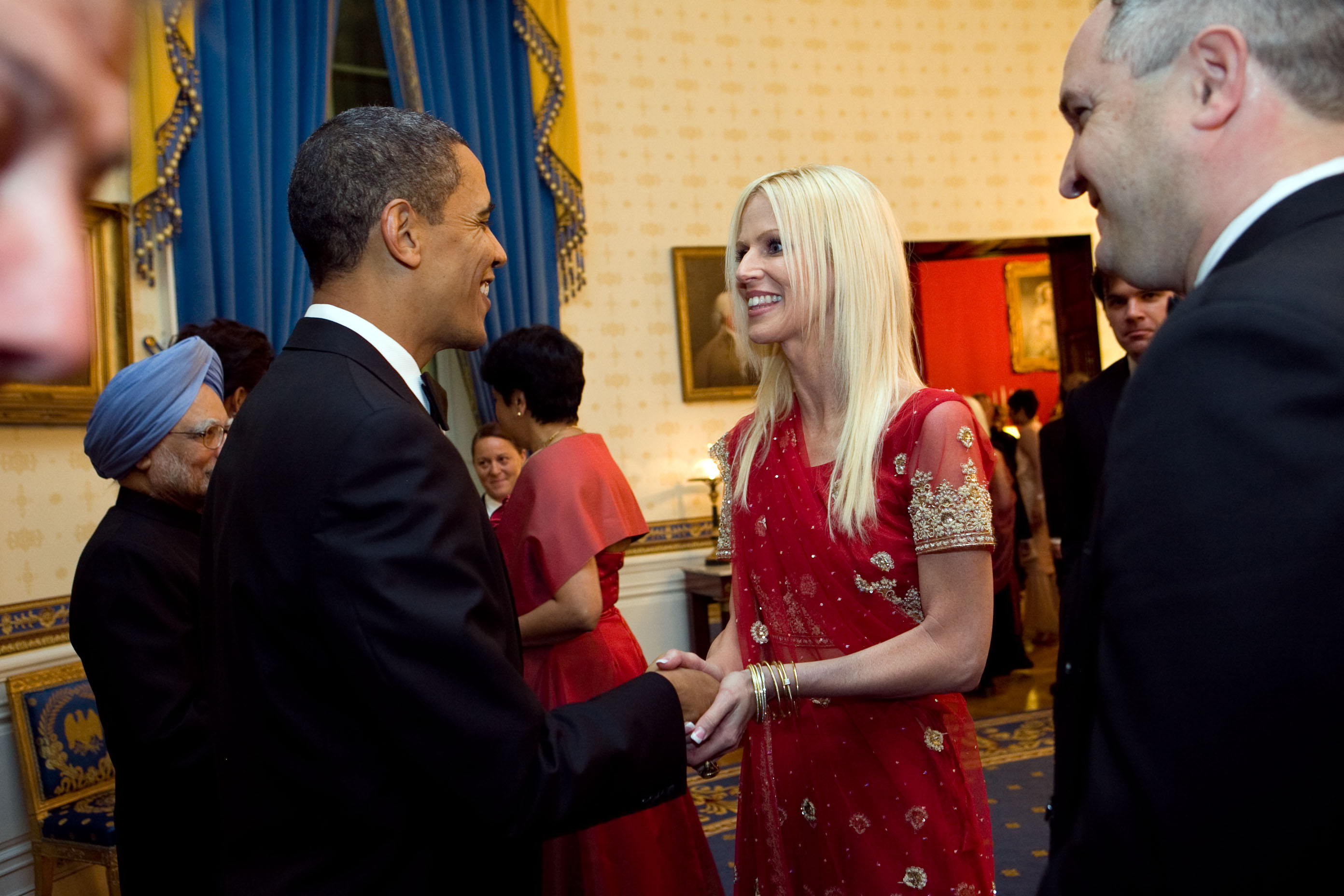
مايكل صلاحي تحيي الرئيس باراك أوباما في الغرفة الزرقاء بالبيت الأبيض. رئيس الوزراء الهندي مانموهان سينغ في الخلفية. يظهر في الخلفية أيضًا إندرا نويي.

كانت شون موظفة بمكتب الاستقبال بمحطة الإذاعة المعاصرة في ويلكس بار سكرانتون بنسلفانيا عام 1989. ثم انتقلت بعد ذلك إلى واشنطن العاصمة للحصول على وظيفة في عداد المكياج في عام 2001 كانت فنانة مكياج بموقع تصوير حلقة «ليدي بيرد» من المسلسل الوثائقي «التجربة الأمريكية» على قناة بي بي إس. وظهرت في العديد من الإعلانات التلفزيونية. وكانت عارضة أزياء مميزة بالعديد من المجلات. وفي عام 2010 كانت واحدة من ربات البيوت المميزين في برنامج برافو ربات البيوت الحقيقيات بالعاصمة. اكتسبت هيا وزوجها طارق صلاحي اهتمامًا وطنيًا في نوفمبر 2009 من خلال اقتحام عشاء رسمي في البيت الأبيض تكريما لرئيس الوزراء الهندي مانموهان سينغ.

## روابط خارجية
- ميكيلا شون على موقع IMDb (الإنجليزية)